# Jorge de Choziba
Jorge de Choziba o Jorge de Palestina (Chipre, s. VII - Choziba, 614) fue un monje eremita chipriota del siglo VII. Fue discípulo de los abades Heráclides y Leoncio. Es conmemorado por la Iglesia Católica y Ortodoxa, el 8 de enero.

## Hagiografía
Jorge era hermano de Heráclides, un monje ermitaño que luego de varios años de ascetismo se convirtió en abad de orillas del Jordán. Jorge, motivado por el ermetismo de su hermano, quiso seguir sus pasos.
Heráclides le pidió que se retirara a Choziba, para que iniciara su vida asceta. Luego de la ordenación de su hermano, Jorge se retiró al convento de su hermano, y permaneció allí hasta la muerte del abad.
Luego, Jorge retornó a la abadía de Choziba, dirigida por el abad Leoncio. En ese entonces, los persas invadieron Palestina y despojaron a los católicos de sus bienes.
Entre los despojados, estaba Jorge, al que le fue perdonada la vida por su edad avanzada.
Jorge murió en Choziba, luego de terminar su peregrinación por Tierra Santa.